# Арсений Яценюк
Доктор Арсе́ний Петро́вич Яценю́к (на украински: Арсеній Петрович Яценюк) е украински политик, министър-председател на Украйна от 27 февруари 2014 г. до 14 април 2016 г.
В правителствата на Украйна е заемал длъжностите министър на икономиката (2005-2006) и министър на външните работи (2007). В периода 2007-2008 г. е председател на Върховната рада (парламента) на Украйна. Бил е министър на икономиката на Крим (2001-2002).
През 2009-2012 г. възглавява политическата партия Фронт на промените. От юни до декември 2012 г. е начело на съвета на Обединената опозиция, от 11 декември 2012 г. е председател на парламентарната група на Всеукраинското обединение „Отечество“ във Върховната рада, а от 14 юни 2013 г. е председател на политическия съвет на същата партия.

## Ранни години
Роден е в семейството на преподавател по история и преподавателка по френски език. Завършва със сребърен медал специализирано англоезично училище № 9 „Панас Мирни“ през 1991 г.
Постъпва същата година в Юридическия факултет на Черновицкия национален университет „Юрий Федкович“. Продължава обучението си в Чернивецкия търговско-икономически институт на Киевския национален търговско-икономически университет и го завършва със специалност „Право“ през 1996 г.
През април 1992 година 18-годишният Арсений заедно със сина на тогавашния губернатор на Чернивецка област Валентин Гнатышин участва в създаването в Чернивци на юридическата фирма „ЮрЭк Лтд“, съвместявайки следването с предприемачество. След дипломирането си повече от година възглавява своята юридическа фирма, успешно занимавайки се с приватизация на промишлени и аграрни предприятия.
От януари 1998 година се преселва в Киев, където става консултант в кредитния отдел на Акционерната пощенско-пенсионна банка „Авал“, през декември същата година занема длъжността съветник на председателя на Управителния съвет на банката, а последния си месец в „Авал“ изкарва като заместник-председател на банката. Получава второ висше образование по „Счетоводна отчетност и одит“ отново в Чернивецкия търговско-икономически институт (2001).

## Политическа кариера
Министър на икономиката на Крим
Напуска банката, за да се отзове на поканата на Валерий Горбатов – премиера на Автономна република Крим, и да стане министър на икономиката на региона на 21 ноември 2001 г. С цялото правителство подава оставка на 29 април 2002 година поради избора на нова Върховна рада (парламент) на Крим. Влиза в състава на новия кабинет на премиера Сергей Куницин, като запазва длъжността си, на 15 май същата година Остава на поста до края на годината.
В Националната банка на Украйна
През януари 2003 година Сергей Тигипко – председател на Националната банка на Украйна (НБУ), назначава Яценюк за свой първи заместник.
Яценюк получава научната степен кандидат на икономическите науки (аналог на доктор) след защита на дисертация на тема „Организация на системата на банковия надзор и регулирането в Украйна“ (2004).
След като С. Тигипко на 4 юли 2004 година възглавява избирателния щаб на кандидат-президента Виктор Янукович, Яценюк става временно изпълняващ длъжността председател на Националната банка на Украйна до края на предизборната кампания. Поради продължителната Оранжева революция дейността му продължава до 16 декември същата година, когато Върховната рада на Украйна назначава Владимир Стелмах за нов ръководител на НБУ. Яценюк подава оставка през февруари 2005 година.
В Одеската областна администрация
На 9 март 2005 година председателят на Одеската областна държавна администрация Василий Цушко назначва Арсений Яценюк за свой първи заместник.
Министър на икономиката на Украйна
Яценюк е избран за министър на икономиката в правителството на Юрий Ехануров на 27 септември 2005 година. Новоизбраната върховна рада на Украйна отправя правителството в оставка на 25 май 2006 година, но го оставя да изпълнява задълженията си до избиране на нов кабинет. Поради парламентарната криза Яценюк остава министър (в състава на правителството в оставка) повече от 2 месеца до 4 август.
В Секретариата на президента
На 20 септември 2006 година президентът Виктор Юшченко назначава Яценюк за първи заместник-ръководител на Секретариата на президента на Украйна – представител на президента на Украйна в кабинета на министрите на Украйна.
Министър на външните работи на Украйна
Яценюк е избран с 426 гласа (от 450) за министър на външните работи на Украйна на 21 март 2007 година, след като Върховната рада 2 пъти отхвърля кандидатурата на Владимир Огризко. Докато е министър, се развива политическата криза от 2007 г., вследствие на която е избран нов парламент. Освобождава поста на министър на 18 декември същата година
Председател на Върховната рада
На 5 юли пропрезидентската партийна коалиция „Наша Украйна – Народна самоотбрана“ (НУ-НС) издига Яценюк за кандидат-депутат и той е избран за член на парламента. На 23 ноември 2007 година полага клетва като депутат във Върховната рада на Украйна, а на 4 декември същата година с 227 гласа е избран за председател на украинския парламент. Остава ръководител на Върховната рада до 12 ноември 2008 г.
Лидер на Фронта на промените
През ноември 2009 година Яценюк е избран за лидер на партията Фронт на промените и е издигната кандидатурата му за президент на страната. Счита се, че активно участие в президентската му кампания е взела съпругата на тогавашния президент на Украйна Катрин-Клеър Юшченко. Яценюк заема едва 4-то място, събирайки 6,96 % на изборите през 2010 г.
На 21 февруари 2010 година президентът Виктор Янукович предлага 3 кандидати за поста министър-председател на Украйна: Арсений Яценюк, Сергей Тигипко и Никола Азаров. Яценюк отказва.
Обединена опозиция
Яценюк и намиращата се в затвора Юлия Тимошенко – лидерка на Всеукраинското обединение „Отечество“, се споразумяват да създадат обща листа за парламентарните избори през 2012 г. През юни същата година той е избран за председател на Обединената опозиция. На 14 юли той (както и други съпартийци) прекратява формално членството си във Фронта на промените, за да се кандидатира с общата листа. След като на 11 декември е изблан за председател на парламентарната група, съвета на Обединената опозиция оглавява Александър Турчинов.
На обединителния конгрес на „Отечество“ на 15 юли 2013 г. Тимошенко е преизбрана за председател на партията, а Яценюк е избран за председател на партийния политсъвет.
Евромайдан
От 21 ноември 2013 година Яценюк, съвместно с другите опозициони лидери Виталий Кличко и Олег Тягнибок, координира протестните акции в центъра на Киев.
За излизане от политическата криза на 25 януари 2014 година президентът на Украйна Янукович предлага на Яценюк длъжността министър-председател на Украйна, но той отказва.